# Bassin du Sichuan

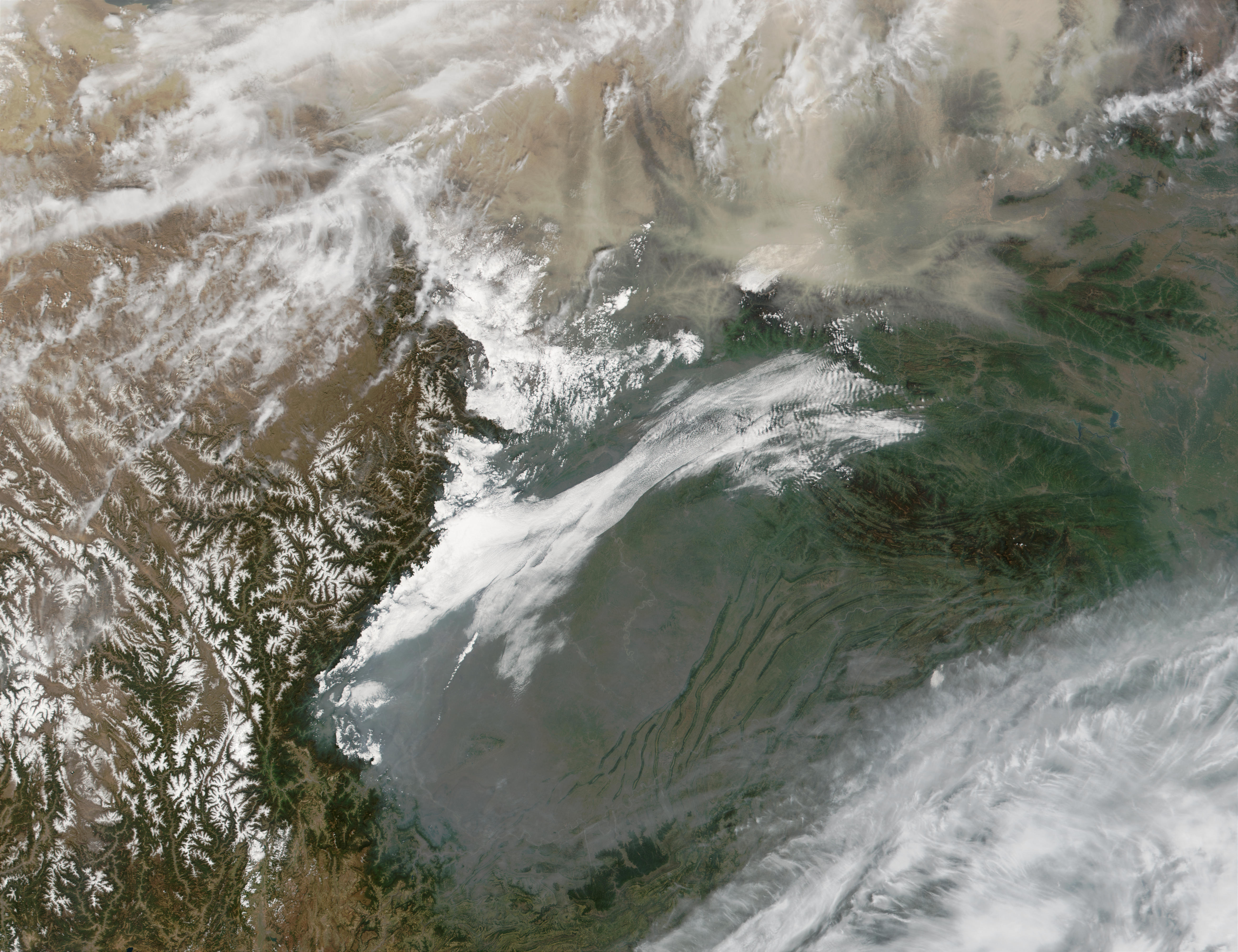
Le bassin du Sichuan est visible sous un nuage de pollution gris, dans le centre et le bas de l'image satellitaire.

Le bassin du Sichuan (en mandarin simplifié : 四川盆地, en pinyin : Sìchuān Péndì), dénommé aussi bassin rouge, est une vaste dépression située en Chine. Formé par un fossé d'effondrement et particulièrement fertile, ce bassin intérieur correspond à la partie orientale de la province du Sichuan. Il constitue l'un des foyers de la culture, de l'histoire et de l'économie de la Chine, aujourd'hui peuplé par près de cent millions de personnes.